# Хотерань (Мехедінць)
Хотерань, Хотерані (рум. Hotărani) — село у повіті Мехедінць в Румунії. Входить до складу комуни Винжулец.
Село розташоване на відстані 260 км на захід від Бухареста, 26 км на південний схід від Дробета-Турну-Северина, 80 км на захід від Крайови.

## Населення
За даними перепису населення 2002 року у селі проживали 411 осіб, з них 409 осіб (99,5%) румунів. Рідною мовою 410 осіб (99,8%) назвали румунську.